# Concurso de Salto Ecuestre
Concurso de Salto Ecuestre es la denominación de las competiciones de salto ecuestre.

## Concurso de Saltos Internacional (CSI)
Los Concursos de Saltos Internacionales están regulados por la Federación Ecuestre Internacional y clasificados por ésta en categorías que van desde 1 estrella (*) hasta 5 estrellas (*****).
Esta clasificación depende del nivel organizativo de los concursos y del valor económico de los premios.
|                 | CSI Am | CSI1*                 | CSI2*                             | CSI3*                               | CSI4*                               | CSI5*                       |
| --------------- | ------ | --------------------- | --------------------------------- | ----------------------------------- | ----------------------------------- | --------------------------- |
| Altura mín-máx  |        | 110-125 cm            | 120-140 cm                        | 135-150 cm                          | 140-155 cm                          | 145-160 cm                  |
| Premios mín-máx | Libres | 0-46.749 € 0-51.424 $ | 46.750–139.999 € 51.425–153.999 $ | 140.000–234.999 € 154.000–258.499 $ | 235.000–469.999 € 258.500–516.999 $ | min 470.000 € min 517.000 $ |

### Otras categorías internacionales
Además de los Concurso de Saltos Internacionales (CSI) regulares, la Federación Ecuestre Internacional organiza y clasifica con los siguientes acrónimos otras variedades de concursos:
- CHIO: Concurso de Saltos Internacional Oficial, que incluye pruebas de la Copa de Naciones en otras modalidades de deportes ecuestres además de la prueba de saltos.
- CSIO: Concurso de Saltos Internacional Oficial, que incluye una prueba de la Copa de las Naciones de Saltos.
- CSIW: Concurso de Saltos Internacional Oficial, que incluye una prueba de la Copa del Mundo de Salto Ecuestre.
- CSIJ: Concurso de Saltos Internacional Junior (edades de los jinetes y amazonas entre los 14 y los 18 años).
- CSIY: Concurso de Saltos Internacional Juvenil (edades de los jinetes y amazonas entre los 16 y los 21 años).
- CSIV: Concurso de Saltos Internacional de Veteranos (edades de los jinetes superior a 49 años y de las amazonas a 45).
- CSICh: Concurso de Saltos Internacional infantil (edades de los jinetes y amazonas entre 12 a 16 años).
- CSIP: Concurso de Saltos Internacional de poni (edades de los jinetes y amazonas de los ponis entre 12 a 16 años).
- CSIU25: Concurso de Saltos Internacional sub-25 (edades de los jinetes y amazonas entre los 16 a los 25 años).
- CSIAm: Concurso de Saltos Internacional para amateurs.
- CSIL: Concurso de Saltos Internacional solo para amazonas.
- CSIYH: Concurso de Saltos Internacional para caballos jóvenes

## Concurso de Saltos Nacional (CSN)
Los Concursos de Saltos Nacionales (CSN) están regulados por las federaciones ecuestres nacionales y clasificados en categorías dependiendo de las alturas de los obstáculos y de los premios.
|                          | CSN CJ | CSN1*  | CSN2*   | CSN3*    | CSN4*    | CSN5*     | CSN5* ESP |
| ------------------------ | ------ | ------ | ------- | -------- | -------- | --------- | --------- |
| Altura máxima            | 140 cm | 130 cm | 135 cm  | 140 cm   | 145 cm   | 150 cm    | 150 cm    |
| Premios mínimos (España) | Libres | 0      | 3,300 € | 13,500 € | 20,000 € | 27, 500 € | 50,000 €  |

- CSNP: Los Concursos de Saltos Nacionales de Ponis pueden ser de tres categorías (CSNP1, CSNP2 y CSNP3) según las características técnicas del concurso.[1]

## Concurso de Saltos Territorial (CST)
Los Concursos de Saltos Territoriales (CST) están regulados por las federaciones ecuestres subnacionales y clasificados en categorías dependiendo de cada reglamento propio.
- CST-P. Concurso de Saltos Territorial de ponis.
- CST-I. Concurso de Saltos Territorial de iniciación.
- CST-CJ. Concurso de Saltos Territorial de caballos jóvenes.
- CST-0. Concurso de Saltos Territorial con alturas clásicas de 1,10; 1,20 y 1,30 m.
- CST-0*. Concurso de Saltos Territorial con alturas clásicas de 1,10; 1,20 y 1,30 m. pero con un mayor número de dificultades técnicas, alturas superiores y ampliación de baremos que en los CST-0.